# Edward Berry
Pour les articles homonymes, voir Berry (homonymie).
Edward Berry, 1er baronnet, (1768, Londres - 13 février 1831, Bath), est un amiral de la Royal Navy durant les guerres de la Révolution française et les guerres napoléoniennes.
Il est notamment capitaine de pavillon (flag captain) d'Horatio Nelson sur le HMS Vanguard à la bataille d'Aboukir et participe à la bataille de Trafalgar sur le HMS Agamemnon et à la bataille de San Domingo.